# Soła
Soła – rzeka w południowej Polsce. Przepływa kolejno przez: Kotlinę Żywiecką, Beskid Mały, Pogórze Śląskie oraz Kotlinę Oświęcimską i jest pierwszym dużym prawobrzeżnym dopływem Wisły. Długość 88,9 km, powierzchnia dorzecza blisko 1,4 tys. km². Średni przepływ 18,8 m³ na sekundę, przepływ minimalny 1 m³/s, przepływ maksymalny zarejestrowany w 1958 roku w Tresnej 1382 m³/s. Potencjał powodziowy Soły jest bardzo poważny i zajmuje ona drugie miejsce po Dunajcu wśród karpackich dopływów Wisły.

## Charakterystyka rzeki
Bieg Soły można podzielić na dwa odcinki: górny, górski, od źródeł do wylotu doliny Wielkiej Puszczy oraz dolny, łagodniejszy, w obrębie Pogórza Wilamowickiego i Kotliny Oświęcimskiej. Spadek rzeki w górnym biegu waha się w granicach od 4 do 15%, w dolnym jest znacznie mniejszy. Powierzchnia dorzecza biegu górnego Soły to ok. 1120 km², zaś powierzchnia zlewni do zapory w Porąbce wynosi 1089 km². Dorzecze Soły jest wybitnie niesymetryczne. Powyżej Porąbki powierzchnia dorzeczy dopływów prawobrzeżnych jest ponad trzykrotnie większa od powierzchni dorzeczy lewobrzeżnych. Największym dopływem jest prawobrzeżna Koszarawa, krótsza od samej Soły w miejscu ujścia jedynie o ok. 6 km.
Rzeka zaczyna się jako połączenie kilku potoków górskich Beskidu Żywieckiego – najbardziej wyrazistym miejscem, od którego można mówić o rzece Soła, jest połączenie dwóch dużych potoków górskich w miejscowości Rajcza (obok przystanku kolejowego), od którego to miejsca ciek o charakterze typowo górskim, potokowym, zmienia się bardziej w rzeczny. Potokami tworzącymi Sołę w tym miejscu są Rycerka (nazwa miejscowa: Potok Rycerki) i Woda Ujsolska (nazwa miejscowa: Ujsoła). Na mapach można spotkać inne miejsce początku Soły, ok. 5 km w górę rzeki, gdzie w miejscowości Sól do potoku Czerna wpada potok Solanka (albo Słanica). Utworzony z nich potok jest jednak kilkakrotnie mniejszy od Rycerki, do której wpada ok. 0,5 km przed połączeniem Rycerki i Ujsoły.
Górny bieg Soły zwany jest Solanką (albo Słanicą). Łącząc się z potokiem Czerną tworzy Sołę.
Brak wyraźnego źródła Soły zauważył już w połowie XIX w. Wincenty Pol w swej pracy pt. „Rzut oka na północne stoki Karpat”, pisząc o tej rzece: Nastaje pod Beskidem z połączenia dziewięciu górskich potoków, które się w jeden prąd zlały koło wsi Rajczy, przy czym stwierdzenie „pod Beskidem” należy rozumieć jako „pod głównym grzbietem wododziałowym Karpat”. Podobnie ujmował początki Soły Eugeniusz Janota w swej pracy pt. „Wiadomość historyczna i jeograficzna o Żywiecczyźnie”: Soła nastaje z połączenia kilku potoków górskich poniżej wsi Rajczy. Źródła ma ona pod Bieskidem a nazwisko bierze od lasu Sołka. Płynie aż po Rajczę w wschodnim, stąd w północnym kierunku. Potoki, z połączenia których Soła powstaje, są: 1) Słonica (...); 2) Czerna (...); 3) Radeczka (...); 4) Rycerka (...); 5) Danielka (...); 6) Cicha (...); 7) Glinka (...); 8) Bystra (...). Cztery ostatnie potoki, tj. Danielka, Cicha, Glinka i Bystra, połączywszy swe wody, jednem korytem poniżej Rajczy wpadają do Soły.
Omawiając charakter Soły Pol pisał: Dolina jéj jest poprzeczna [tj. prostopadła do głównego grzbietu karpackiego], dziko górskiemi wodami poszarpana, kamieńcem zasuta aż powyżej miasta Kęty, tu wpływa na równie Soła i rozlewa się széroko wyrządzając wielkie szkody. I dalej: Od obydwu brzegów zabiéra Soła mnóstwo krótkich, górskich, nagłych potoków, które wielkie rumowiska skał ku jej dolinie wynoszą. Ze znaczniejszych rzéczek wpada do niej Koszarawa. Natomiast Janota, omawiając wspólnie Sołę i Skawę, pisał, iż obie te rzeki ...rwą skalne brzegi w swym biegu, wynosząc ku ujściu zsypiska kamieńca i żwiru. Zauważał przy tym: Soła między Życem a Bielanami poniżej Kęt na 3½ mili biegu ma około 380 st[óp]. spadu (...).
Soła uchodzi do Wisły w okolicach Oświęcimia, zwiększając jej przepływ o około 59% (najwięcej w skali kraju). W XIX w., gdy nie było zapór wodnych tzw. Kaskady Soły, Wincenty Pol notował, że Soła na ujściu do Wisły tworzyła ...wielkie zaspy kamieńca i mułu.

## Hydrologia, zagrożenia powodziowe
Dorzecze Soły leży w strefie wysokich opadów sięgających od 750 do 1200 mm. Hydrologiczne półrocze letnie skupia 64% opadów, zimowe 36%. Trzy miesiące letnie (czerwiec, lipiec, sierpień) dają w sumie blisko 39% opadu rocznego, natomiast trzy miesiące zimowe (grudzień, styczeń, luty) tylko 17% opadu rocznego. Największe sumy opadów odnotowywane są zwykle w miesiącach letnich, z kulminacją w czerwcu i lipcu, w których to średnio występuje 16 dni z opadem.
Z przeprowadzonych badań hydrologicznych w latach 1891–1930 oraz od roku 1951 wynika, że wysokie stany wody występowały w miesiącach marzec–kwiecień spowodowane wiosennym topnieniem śniegu i lipiec–sierpień spowodowane nawalnymi deszczami. Te same przyczyny, które wywołują wysokie kulminacje wezbrań, wpływają równocześnie na skrócenie czasu wezbrań. Wezbrania letnie w dorzeczu Soły są zazwyczaj gwałtowne, lecz krótkotrwałe.
Średni roczny przepływ Soły w przekroju Żywiec w latach 1956-2019 wynosił 15,61 m3/s, a średni roczny odpływ jednostkowy wyniósł 19,90 dm3/s·km2. Oznacza to, że z każdego 1 km2 powierzchni zlewni odpływało w ciągu sekundy średnio 19,9 litrów wody. Jest to prawie 4-krotnie więcej, niż średnia wartość dla Polski.
Groźne powodzie na terenach Żywiecczyzny miały w dorzeczu Soły miejsce w latach: 1884, 1903, 1925, 1958, 1960, 1970, 1996. Sam Żywiec został w drugiej połowie XX wieku doświadczony przez cztery wielkie powodzie w latach 1958, 1970, 1996 i 1997. Najbardziej katastrofalna w skutkach była powódź z roku 1958, kiedy Soła zniszczyła centrum miasta oraz most łączący Żywiec z dzielnicą Zabłocie. 29 czerwca przepływ na Sole w przekroju Żywiec osiągnął rekordową wartość 1250 m3/s. Przepływ ten przekroczył wartość tzw. „wody stuletniej” (tj. takiej, która teoretycznie może wystąpić raz na 100 lat) o 20 m3/s. W okresie 1956-2019 zanotowano jeszcze 7 powodzi, podczas których przepływ przekroczył wartość tzw. „wody dziesięcioletniej”, której prawdopodobieństwo wystąpienia wynosi 10%, czyli teoretycznie może wystąpić raz na 10 lat. Były to powodzie w lipcu 1960, w lipcu 1970, we wrześniu 1996, w lipcu 1997, w lipcu 2007, we wrześniu 2010 i w maju 2014. Zanotowano ponadto 16 mniejszych wezbrań, podczas których wartość kulminacji przepływu przekroczyła wartość średniego wysokiego przepływu z wielolecia.

## Spław na Sole
Soła była dawniej wykorzystywana do spławu. Materiałem spławianym było drewno w różnej postaci. Grube drewno w pniach spławiano w postaci tratew do Oświęcimia, albo nawet do Krakowa. Spław drewna Sołą rozpoczął się najpóźniej w drugiej połowie XV w. Wiadomo bowiem, że już Piotr Komorowski, właściciel dóbr żywieckich, zmarły najpóźniej w 1484 r., otrzymał od Kazimierza Jagiellończyka przywilej na wolny spław drewna i to bez obowiązku uiszczania opłaty wodnej na komorach królewskich. Dla Soły komora taka znajdowała się w Oświęcimiu.
Początkowo spław nie miał znacznego rozmiaru i przez dłuższy czas korzystali z niego prawie wyłącznie panowie Żywca, bowiem w rejestrze komory oświęcimskiej pod rokiem 1549 zachował się wpis: Oprócz panów Komorowskich, którzy wolność mają, nikt też inszy nie spuszcza po Sole, i chyba od pana Janusza Brodeckiego po trosze. Jednak już w 1554 r. Jan Komorowski dał przywilej miastu Żywcowi który stanowił m.in., iż wolno było ...mieszczanom żywieckim każdy rok wyciąć w lasach pańskich pięć izdeb drzewa i na wodę puścić, gdyby się podobało (...). A pięć izdeb drzewa rachowali po 50, to jest tafli pięć, które wolno było wywieść, spuścić i przedać (...).
Spławiane Sołą drewno początkowo szło w większości na rynek krakowski. Zaopatrywano nim nie tylko dwór na Wawelu, ale przede wszystkim trzy podkrakowskie folwarki królewskie (kleparski, łobzowski i zwierzyniecki) oraz pobliskie żupy solne w Bochni i Wieliczce.
Miejscem, do którego dostarczano drewno w celu zbijania tafli (tratew) oraz ich pomiarów i kontroli przed spławem, było Międzybrodzie Żywieckie. Z bliższych lasów drewno dostarczano zwykle zimą sprzężajem konnym, natomiast z południowej części żywiecczyzny pnie ściągano do większych potoków, którymi – a potem Koszarawą i Sołą – spławiano je wczesną wiosną do Międzybrodzia. Stamtąd zawodowi flisacy, zwani tu wodzami, pod kierunkiem przewodnika, zwanego błautem, płynęli na wiosennej fali do Krakowa.
W połowie XVII w. flis na Sole w wymiarze handlowym musiał osiągać już jednak na tyle duży rozmiar, ze królewicz polski Karol Ferdynand Waza, ówczesny pan na Żywcu, w dokumencie wystawionym w 1653 r. nakazywał, ...aby żaden z kupców drzewem handlujących nie ważył się drzewa, nie zapłaciwszy zamkowi, prowadzić [tj. spławiać Sołą], sub paena confiscationic towaru. Obok drewna długiego dużego znaczenia nabrało również ładowane na tratwy drewno opałowe (tzw. szczap, szczep). Gdy w czasie wojny w 1705 r. niedostępnym stał się czasowo rynek krakowski ...w mieście żywieckim zabroniono od pana dziedzicznego poddanych drew do miasta na przedaj wozić i na opał kupować, ale tylko szczep pański skarbowy brać (...) Dlatego, że szczepu siłę było, a do Krakowa nie możono spuszczać, dla wojska szwedzkiego i niepokojów koło Krakowa, a wody też nie panowały, ale sucha były.
Tratwami (taflami) spławiano nie tylko drewno, często wykorzystywano je również jako środek transportu dla ludzi. Żywiecki wójt Andrzej Komoniecki w swym „Dziejopisie Żywieckim” w roku 1713 wspominał pewnego księdza, wygnanego z miasta za kradzież, który ...wodą na tafli puściwszy się do Krakowa, Żywiec pożegnał. Podobnie pod rokiem 1716 zanotował przybycie 20 sierpnia z Węgier do Żywca polskiego dyplomaty, Stefana Morsztyna, który ...wodą na tafli pod Kraków na drugi dzień [się] puścił.
Prace przy przygotowaniu drewna do spławu na Żywiecczyźnie (zwożenie kłód, zbijanie tafli, wyrób wioseł itp.) oraz udział w spławie (jako pomocnicy) były jedną z feudalnych powinności tamtejszych poddanych, która ustała wraz ze zniesieniem pańszczyzny w 1848 r. Natomiast wodzowie i błaut byli zawsze najemnymi „specjalistami”, którzy za rejs do Krakowa dostawali wynagrodzenia (odpowiednio 3-4 zł oraz 5-10 zł).
Wspominany Wincenty Pol pisał w połowie XIX w. o Sole: Artykułem głównym spławu jest drzewo w okrągłych pniach lub tarte, na budowlę i opał; to idzie aż do Krakowa, a ztamtąd daléj w większe tratwy zbite. (...) Sztuk 6-8-10 pni okrągłych, z sobą spojonych, spławia się razem, a po dwie takie tratwy bywają razem kierowane; na nie ładują nadto jeszcze drzewo tarte, jako to deski, łaty, szwale, gąty niekiedy.
Spław na Sole możliwy był jedynie przy określonych stanach wody. W. Pol podawał: Wody gościnne bywają na Sole o ś. Janie piérwsze, o ś. Jakóbie drugie, prócz tego także często w czasie letnich nawałnic, spławy chodzą na średniej wodzie. (...) Czas korzystny dla żeglugi trwa bardzo krótko i uchwycić go trudno, bo na mniejszej wodzie osiadają spławy na rapach, a na większej wodzie jest spadek wód za nagły, szybkość spławu nazbyt wielka, kierowanie statkiem niepodobne. Głębia 18-20 cali jest najdogodniejsza do spławu, na takiej to wodzie płynie się zwykle od Żywca do Wisły 15–16 godzin.
Soła była rzeką trudną do spławu, ze względu zarówno na liczne przeszkody naturalne, jak i te będące dziełem człowieka. Jak pisał W. Pol, w górnym biegu ...przeszkadzają spławom częste rybackie i młyńskie groble, i tamy porwane i nie raz w środku łoża rzeki osadzone, a rumowiska skał z łomami drzew pospołu, które Soła w czasie powodzi z sobą unosi, zatykają często jej koryto. Jedną z najpoważniejszych przeszkód był istniejący już ok. połowy XVII w. jaz na rzece w Kobiernicach, wybudowany w celu spiętrzenia i ujęcia wody do młynów wodnych tamtejszego folwarku. Ostatecznie na wniosek Jana Kazimierza, podówczas właściciela państwa żywieckiego, starosta oświęcimski w 1663 r. kazał w środkowej części obniżyć jaz o 75 cm na szerokości 30 kroków (ok. 22 m), by umożliwić przejście tratew.
Spław długiego drewna „taflowego” (tratew) na Sole szybko zanikł po wybudowaniu linii kolejowych Bielsko-Żywiec (1878) oraz Zwardoń-Żywiec-Sucha (1884). W dorzeczu górnej Soły utrzymał się jeszcze przez dłuższy czas tzw. dziki spław szczapu (tj. drewna krótkiego łupanego, bukowego i jodłowego, używanego de celów opałowych, a przede wszystkim do wypalania węgla drzewnego). Jego głównym odbiorcą była od 1840 r. huta w Węgierskiej Górce. Urządzenia do spławu tego drewna znajdowały się na Ujsołce w Ujsołach oraz na samej Sole w Kamesznicy, natomiast na Sole w Węgierskiej Górce istniały jaśle, wyłapujące spuszczany szczap oraz system kanałów do rozładowania drewna. Spław uruchomiano zwykle w kwietniu. Rocznie spławiano ok. 20 tys. m³ szczapu. Po przejściu w latach 90. XIX w. na opalanie pieców hutniczych koksem, szczap (w ilości ok. 22 tys. m³ rocznie) przerabiała istniejąca w Węgierskiej Górce od 1885 r. fabryka produktów suchej destylacji drewna. Ostatni spław na Sole miał miejsce w 1912 r., kiedy w kwietniu powódź zniszczyła urządzenia spławne.

## Kaskada Soły
Częste powodzie powodujące duże szkody (szczególnie ta z 1958, która spowodowała zalanie centrum Żywca), spowodowały konieczność wybudowania zespołu zapór na rzece w celu jej ujarzmienia. Zespół ten zwyczajowo nazywa się Kaskadą Soły.
Kaskada Soły składa się z trzech zbiorników wodnych:
- Jezioro Żywieckie – najwyżej położony zbiornik z zaporą i elektrownią w Tresnej
- Jezioro Międzybrodzkie – z zaporą i elektrownią w Porąbce
- Jezioro Czanieckie – z zaporą w Porąbce (z uwagi na zasilanie w wodę pitną Bielska-Białej i GOP-u niedozwolone jest wykorzystanie rekreacyjne zbiornika).

Od 1937 r. istniał już zbiornik międzybrodzki zamknięty od północy zaporą w Porąbce. W latach 1958–1966 wybudowano zbiorniki zamknięte zaporami w Tresnej oraz drugą w Porąbce – tworzącą jezioro Czanieckie, a w latach 1971–1979 zrealizowano przedsięwzięcie inwestycyjne – elektrownię szczytowo-pompową Porąbka-Żar o mocy 500 MW ze sztucznym zbiornikiem na szczycie góry Żar. Jest to pierwsza w Polsce pełna kaskada rzeki zbudowana według zasady najbardziej efektywnego i kompleksowego wykorzystania oraz ochrony zasobów wodnych.
Główne zadania kaskady:
- ochrona przed powodziami
- zaopatrzenie w wodę pitną m.in. Katowic, Tychów i Bielska-Białej
- wyrównywanie przepływów górnej Wisły
- wykorzystanie mocy energetycznej do wytwarzania prądu

Powstałe zbiorniki wodne stworzyły również doskonałe warunki do turystyki, wypoczynku i rekreacji.

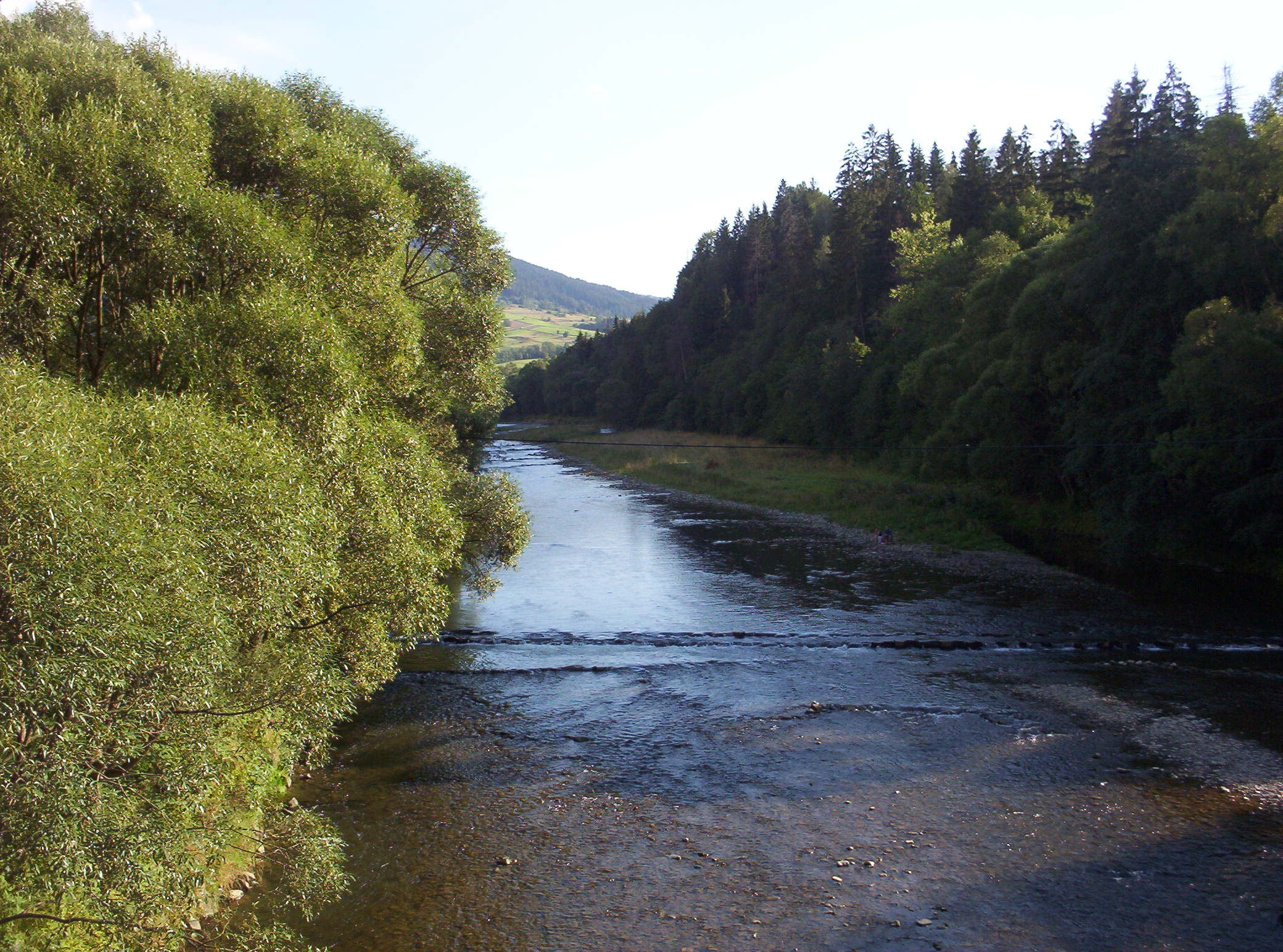
Soła w Milówce

Miejscowości położone nad Sołą:
- Rajcza
- Milówka
- Cisiec
- Węgierska Górka
- Cięcina
- Wieprz
- Żywiec
- Tresna
- Czernichów
- Międzybrodzie Żywieckie
- Międzybrodzie Bialskie
- Porąbka
- Czaniec
- Kobiernice
- Kęty
- Nowa Wieś
- Hecznarowice
- Bielany
- Łęki
- Zasole
- Skidziń
- Rajsko
- Grojec (powiat oświęcimski)
- Oświęcim
- Broszkowice